# サブサンプション・アーキテクチャ
サブサンプション・アーキテクチャ（Subsumption Architecture、包摂アーキテクチャ）とは、振る舞いに基づくロボット工学を起源とする人工知能の概念である。この用語は1986年にロドニー・ブルックスらが作った。自律型ロボットやリアルタイムAIに幅広い影響を及ぼした。
ロドニー・ブルックスはサブサンプション・アーキテクチャの概念に基づき、1991年にゲンギス(Genghis)と呼ばれる6本足の昆虫型ロボットを製作した。ゲンギスの発展型としてiRobot社の自動掃除機ルンバや爆弾処理ロボットパックボットが実用化されている。

## 概要
サブサンプション・アーキテクチャ（以下、SA）は、複雑な知的振る舞いを多数の「単純」な振る舞いモジュールに分割し、振る舞いのモジュールの階層構造を構築する。各層は何らかの目的に沿った実装であり、上位層に行くに従ってより抽象的になる。各層の目的は下位層の目的を包含している。例えば、食物-食事層による前進行動という決定は、最も低レベルな障害-逃避層の決定でもある。それまでのAIの技法とは異なり、SAではボトムアップ設計を採用する。
例えば、ロボットが持つ最下位層として「物体を避ける」という振る舞いがあり、その上位層として「うろつきまわる」という振る舞いがあり、そのさらに上位に「世界を探索する」という振る舞いがある。このような階層の最上位にあるのはそのロボットの究極の目的である「地図を作成する」という振る舞いかもしれない。各層は全センサーのデータを参照でき、アクチュエータを操作できる。ただし、他のタスクが入力を横取りしたり、出力を上書きしたりすることもある。この場合、下位層は高速な適応機構（反射）に相当し、上位層は本来の目的に沿って行動を導く制御を行う。フィードバックは主に環境を通して与えられる。
論者によっては、bioinspired computingとしても扱われる事がある。

## 特徴
この方法論の主な利点は次の通り。
- モジュール性
- リアルタイムシステムの反復型開発と馴染みやすい。
- 限定されたタスク固有の知覚機能を必要な行動と直接結びつけることができる。

このような利点から、動物のような速度で行動するロボットを開発できるようになった。
このモデルの主な欠点は次の通り。
- あまりに多くの階層を構築すると、各層の目的がかち合ってしまい、うまく機能しなくなることがある。
- 高度な分散システムでは行動選択の設計が難しい。
- 実行時の柔軟性が低い。